# Chlaenius gotschii
Chlaenius gotschii is een keversoort uit de familie van de loopkevers (Carabidae). De wetenschappelijke naam van de soort is voor het eerst geldig gepubliceerd in 1846 door Maximilien de Chaudoir.